# Zmalovaná
»Zmalovaná« (češko Pobarvana) je pesem in deveti singel češke skupine Banjo Band, ki je izšel leta 1977.

Posneta je bila leta 1976 in se istega leta pojavila v filmu Primer zaljubljenega nečaka, 9. junija 1977 pa je bila posneta nova različica, ki je izšla na albumu Nashledanou!. Podobno se je »Dívka s modrou matraci« prvič pojavila v filmu Když je v Praze abnormální hic, prav tako leta 1976, leta 1979 pa je izšla na albumu Ej, Mlhošu, Mlhošu!.
| A stran | A stran                                    | A stran |
| Št.     | Naslov                                     | Dolžina |
| ------- | ------------------------------------------ | ------- |
| 1.      | „Zmalovaná‟ (Ivan Mládek/Jiří Ziembrowski) | 2:55    |

| B stran | B stran                                           | B stran |
| Št.     | Naslov                                            | Dolžina |
| ------- | ------------------------------------------------- | ------- |
| 1.      | „Dívka s modrou matrací‟ (Emil Synek/Ivan Mládek) | 2:17    |

## Zasedba
- Ivan Mládek − vokal, banjo
- Petr Kaňkovský − kitara
- Václav Dědina − bas kitara, tuba
- Zdeněk Kalhous − klavir
- Tomáš Procházka − bobni